# Drori Mondlak
Drori Mondlak (* 12. April 1958 in Mexiko-Stadt) ist ein amerikanischer Jazzmusiker (Schlagzeug).

## Leben und Wirken
Mondlaks Mutter war eine Musikliebhaberin, die klassisches Klavier spielte. Als Kind erhielt er Klavierstunden. Im Alter von neun Jahren zog er nach London, mit elf Jahren nach New York City. Dort begann er als Autodidakt mit dem Schlagzeugspiel, erhielt aber dann Unterricht, etwa über Jazzmobile bei Charlie Persip. Er besuchte dann das Bard College, wo er in der Gruppe Easy Livin’ spielte. Dann lebte er mehrere Jahre auf dem Land und kehrte erst 1984 nach New York City zurück. Zwischen von 1987 und 1992 studierte er bei Joe Morello, dann bei John Riley. In den folgenden Jahren hatte er Gelegenheit, mit Musikern wie Joe Williams, Ernestine Anderson, Chris Potter, Frank Foster, Lew Tabackin, Don Friedman, Danny Mixon und Lynn Seaton zu spielen.
Drori veröffentlichte zwei Aufnahmen als Leader, Wake-Up Call, aufgenommen in Brooklyn 2003, und Point in Time, aufgenommen 2008. Gemeinsam mit seiner Ehefrau Karolina Strassmayer leitet er die Band Klaro, mit der er mehrere Alben veröffentlichte. „Aus ihrem einstmals straight-ahead gespielten Modern Jazz hat sich eine eigene Sprache entwickelt, die durch die Interaktion des Leaderpaares mit Rainer Böhm (Piano) und Thomas Stabenow (Bass) an didaktischem Volumen zunimmt.“
Drori ist auch mit Lee Konitz, Sonny Fortune, Barbara Dennerlein, Lynne Arriale, Stefan Bauer, David Friedman, Tony Lakatos, Ingmar Heller, Fritz Pauer, Ludwig Nuss, Andy Hunter, Chico Freeman, Heiner Wiberny, Kálmán Oláh, Pablo Held, Scott Fields, dem Sunday Night Orchestra und dem Cologne Contemporary Jazz Orchestra aufgetreten. Zudem ist er auf Alben von Nicolas Simion und Cary DeNigris zu hören.